# Reino Hiltunen
Reino Jaakko Matias Hiltunen (* 16. November 1924 in Helsinki; † 21. August 2021 in Vaasa) war ein finnischer Leichtathlet.

## Leben
Reino Hiltunen bestritt zwischen 1948 und 1953 11 Länderkämpfe für Finnland. Bei den Olympischen Spielen 1952 in Helsinki belegte er im Dreisprung den neunten Platz. 1948 und 1951 wurde finnischer Meister im Dreisprung und belegte in dieser Disziplin 1952 und 1953 den zweiten sowie 1950 den dritten Platz. Im Weitsprung wurde er bei den finnischen Meisterschaften 1950 Dritter. 
Nach seiner Karriere war er als Dreisprungtrainer und später bei seinem Verein Vaasa Vasama im Vorstand tätig.